# Tōshō Daimos
Tōshō Daimos (闘将ダイモス, Tōshō Daimosu) és una sèrie d'anime japonesa produïda per Toei Company i animada per Nippon Sunrise, dirigida per Tadao Nagahama, la qual va ser la seva última feina. És el tercer i final lliurament de la trilogia Romanç Robot, després de Chōdenji Robo Combattler V i Chōdenji Machine Voltes V. Es va emetre per TV Asahi i els seus afiliats de l'1 d'abril de 1978 al 27 de gener de 1979, i va tenir 44 episodis.

## Argument
Després de la destrucció del seu món natal, els supervivents del planeta Baam es dirigeixen cap a la Terra amb l'objectiu de negociar la compra de terres per a l'emigració. Malauradament, durant les negociacions, el líder de Baam és assassinat pel seu segon de bord i la delegació de la Terra és incriminada per l'assassinat. Això provoca un caos en què el doctor Isamu Ryūzaki de la delegació de la Terra és assassinat a trets.
Poc després del desastrós final de les converses, l'imperi de Baam inicia una campanya de terror contra la Terra. L'únic que s'interposa entre els terrícoles i l'aniquilació és el superrobot transformador que sap fer karate, Daimos i el seu pilot, Kazuya Ryūzaki. Però això canvia quan coneix i s'enamora d'una misteriosa noia anomenada Erika, que resulta que és la filla del difunt líder de Baam. En el transcurs de les seves lluites per reunir-se, Kazuya i Erika aprenen que la gent de l'altre bàndol no és del tot dolenta... I que la seva pròpia gent no és tota bona.

## Personatges
Kazuya Ryūzaki (竜崎 一矢, Ryūzaki Kazuya)
Veu: Akira Kamiya  (japonès), Jordi Nogueras (català)
El pilot de Daimos i l'heroi de la sèrie, va ser criat per Izumi després que son pare se n'anés a l'espai. Després de conèixer i enamorar-se de l'Erika, lluita per donar final a la guerra i retrobar-s'hi, amb la seva forta voluntat de supervivència que el motiva a ser victoriós. És cinturó negre de karate i campió, cosa que l'ajuda a lluitar contra els monstres. Quan tenia 14 anys, va patir un terrible accident, però va aconseguir rehabilitar-se amb èxit.

## Producció
Daimos va ser produït per Toei Animation amb l'animació de Sunrise i el patrocini de Popy per a les joguines. El nom del robot principal deriva de Deimos, una de les dues llunes de Mart. Mentre produïa la sèrie, Nagahama va basar la banda sonora de la sèrie al voltant de la novel·la Romeu i Julieta de William Shakespeare, que agafa el concepte d'amor fatídic. El concepte en si s'hi va afegir durant la producció, ja que creia que podia emfatitzar-ne caràcter dramàtic com la humiliació, l'amor prohibit i la guerra pels interessos nacionals.
L'ús de les arts marcials com a principal estil de lluita del robot prové del productor Takeyuki Suzuki, que va cridar l'artista marcial Kazutoshi Takahashi per fer algunes de les posicions i estils de lluita necessaris per a la sèrie.
Originalment havia de tenir 50 episodis, però la sèrie s'hi va reduir a 44 a causa dels baixos índex d'audiència al Japó. Segons Nagahama, la sèrie hauria continuat després de l'episodi 44, en què els futurs episodis no produïts haurien girat al voltant de la tripulació de la base de Daimobic ajudant l'Imperi de Baam a establir-se a Mart mitjançant la terraformació.

## Contingut de l'obra

### Anime
Daimos es va emetre al Japó per TV Asahi de l'1 d'abril de 1978 al 27 de gener de 1979, substituint Voltus V en la seva franja horària inicial. El tema d'obertura de la sèrie era "Tate! Tōshō Daimos" (立て! 闘将ダイモス, Tate! Tōshō daimosu, "Amunt! General Daimos") d'Isao Sasaki amb Koorogi '73 i Columbia Yurikago-tai. El tema de tancament era "Erika no Ballad" (エリカのバラード, Erika no barādo, "La balada d'Erika") de Kumiko Kaori i Koorogi '73.

### Pel·lícula recopilatòria
3B Productions va ajuntar els episodis més importants de la sèrie i va crear-ne una pel·lícula recopilatòria amb el títol de Starbirds, estrenada l'1 de juliol de 1982 als Estats Units. A Catalunya es va estrenar en català el 16 de febrer de 1991 a TV3, i es va anomenar Aus de l'espai. Al País Valencià es va estrenar amb el mateix títol al Canal 9 dins el contenidor A la babalà el 25 de setembre de 1993.
En aquesta pel·lícula, l'imperi de Baam envia el seu robot gegant Zeron per lluitar contra Daimos.

### Pel·lícula d'imatge real
A l'acte Graphika Manila del 2024, Riot Inc. va mostrar un clip que proposava una adaptació de la sèrie a pel·lícula d'imatge real. Aquesta presentació va confirmar les negociacions en curs entre GMA Network i Toei per a aquesta producció. Anteriorment, Annette Gozon-Valdes, vicepresidenta sènior de GMA Network, havia expressat la intenció produir aquesta adaptació.
Abans d'això, GMA Network ja havia emès amb èxit una adaptació a sèrie d'imatge real de Voltus V titulada Voltes V: Legacy el 2023. Després del seu èxit local, es van engegar plans per estrenar-la al Japó i a la resta del món.